# Ophiomitrella polyacantha
Ophiomitrella polyacantha är en ormstjärneart som först beskrevs av Hubert Lyman Clark 1911.  Ophiomitrella polyacantha ingår i släktet Ophiomitrella och familjen knotterormstjärnor. Inga underarter finns listade i Catalogue of Life.